# Gnophos palaestinensis
Gnophos palaestinensis là một loài bướm đêm trong họ Geometridae.